# Vàm Cỏ (huyện)
Vàm Cỏ là một huyện cũ thuộc tỉnh Long An, Việt Nam.

## Địa lý
Huyện Vàm Cỏ có vị trí địa lý:
- Phía đông giáp huyện Cần Đước
- Phía tây giáp thị xã Tân An (nay là thành phố Tân An)
- Phía nam giáp các huyện Chợ Gạo, Gò Công Tây, tỉnh Tiền Giang
- Phía bắc giáp huyện Bến Thủ.

## Lịch sử
Huyện được thành lập vào ngày 11 tháng 3 năm 1977 với tên gọi ban đầu là huyện Tân Châu, trên cơ sở hợp nhất hai huyện Tân Trụ và Châu Thành và đến ngày 19 tháng 9 năm 1980, huyện Tân Châu được đổi tên thành huyện Vàm Cỏ.
Huyện Vàm Cỏ ban đầu bao gồm 25 xã: An Lục Long, An Nhựt Tân, An Vĩnh Ngãi, Bình Lãng, Bình Quới, Bình Tâm, Bình Tịnh, Bình Trinh Đông, Đức Tân, Dương Xuân Hội, Hiệp Thạnh, Hòa Phú, Lạc Tấn, Long Trì, Mỹ Bình, Nhơn Thạnh Trung, Nhựt Ninh, Phú Ngãi Trị, Phước Tân Hưng, Quê Mỹ Thạnh, Tân Phước Tây, Thanh Phú Long, Thanh Vĩnh Đông, Thuận Mỹ và Vĩnh Công.
Ngày 14 tháng 1 năm 1983, chuyển 3 xã: Nhơn Thạnh Trung, Bình Tâm, An Vĩnh Ngãi về thị xã Tân An quản lý.
Như vậy, đơn vị hành chính của huyện Vàm Cỏ bao gồm 22 xã: An Lục Long, An Nhựt Tân, Bình Lãng, Bình Quới, Bình Tịnh, Bình Trinh Đông, Đức Tân, Dương Xuân Hội, Hiệp Thạnh, Hòa Phú, Lạc Tấn, Long Trì, Mỹ Bình, Nhựt Ninh, Phú Ngãi Trị, Phước Tân Hưng, Quê Mỹ Thạnh, Tân Phước Tây, Thanh Phú Long, Thanh Vĩnh Đông, Thuận Mỹ và Vĩnh Công.
Ngày 4 tháng 4 năm 1989, huyện Vàm Cỏ được chia lại thành 2 huyện cũ: Châu Thành và Tân Trụ:
- Huyện Châu Thành bao gồm 12 xã: An Lục Long, Bình Quới, Dương Xuân Hội, Hiệp Thạnh, Hòa Phú, Long Trì, Phú Ngãi Trị, Phước Tân Hưng, Thanh Phú Long, Thanh Vĩnh Đông, Thuận Mỹ và Vĩnh Công.
- Huyện Tân Trụ bao gồm 10 xã: An Nhựt Tân, Bình Lãng, Bình Tịnh, Bình Trinh Đông, Đức Tân, Lạc Tấn, Mỹ Bình, Nhựt Ninh, Quê Mỹ Thạnh và Tân Phước Tây.